# Justin Patton
Justin Nicholas Patton, né le 14 juin 1997 à Omaha dans le Nebraska, est un joueur américain de basket-ball évoluant au poste de pivot. Il mesure 2,08 m.

## Biographie

### Jeunesse
Né à Omaha, Justin joue au basket-ball au lycée pour l'Omaha North High School. Lors de sa première saison au lycée, il mesure 1,85 m et est donc formé en tant qu'arrière, mais entre sa première et sa seconde saison, il subit une poussée de croissance et atteint les 2,10 m, ce qui le repositionne au poste d'intérieur.

### Carrière universitaire
En 2015, il rejoint l'université Creighton où il ne joue pas lors de la première saison. Lors de la saison 2016-2017, il fait ses débuts pour les Bluejays de Creighton. Après une saison où il tourne à 12,9 points et 6,2 rebonds, il remporte le titre d'étudiant première année de la saison dans la Big East Conference, et avec son équipe, il atteint le premier tour de la March Madness 2017. Le 5 avril 2017, il se déclare candidat à la draft 2017 de la NBA.

### Carrière professionnelle

#### Timberwolves du Minnesota (2017-2018)
À la draft, les qualités athlétiques de Patton sont louées par les observateurs, qui le voient être sélectionné en milieu de 1er tour.
Le 22 juin 2017, il est sélectionné en 16e position par les Bulls de Chicago mais est directement impliqué dans le transfert entre les Bulls de Chicago et les Timberwolves du Minnesota, qui envoie Zach LaVine, Kris Dunn et Lauri Markkanen à Chicago en échange de Jimmy Butler et de Justin Patton.
Le 4 juillet 2017, il signe un contrat avec les Timberwolves du Minnesota.
Entre le 3 décembre 2017 et le 25 mars 2018, il est envoyé plusieurs fois chez les Wolves de l'Iowa, l'équipe de G-League affiliée au Timberwolves.

#### 76ers de Philadelphie (2018-2019)
Le 12 novembre 2018, il est transféré aux 76ers de Philadelphie avec Jimmy Butler et un second tour de draft 2022 en échange de Jerryd Bayless, Robert Covington et Dario Saric.
Entre le 24 janvier 2019 et le 20 mars 2019, il est envoyé plusieurs fois chez les Blue Coats du Delaware, l'équipe de G-League affiliée aux 76ers.
Le 4 avril 2019, les 76ers de Philadelphie le coupent de leur effectif afin de faire signer Greg Monroe.

#### Thunder d'Oklahoma City (2019-jan. 2020)
Le 12 août 2019, il signe pour au moins une saison avec le Thunder d'Oklahoma City.
Entre le 6 novembre 2019 et le 21 janvier 2020, il est envoyé plusieurs fois chez le Blue d'Oklahoma City, l'équipe de G-League affiliée au Thunder.
Le 25 janvier 2020, il est échangé contre Isaiah Roby mais coupé dans la foulée par les Mavericks de Dallas.

#### Herd du Wisconsin (fév. - mar. 2020)
Le 20 février 2020, il rejoint le Wisconsin en G-League. Patton joue sept matches avant que la saison soit arrêtée en raison du COVID-19. Il a des moyennes de 12 points, 6,6 rebonds et 3,4 contres par match.

#### Pistons de Détroit (juin 2020)
Le 26 juin 2020, il signe un contrat avec les Pistons de Détroit.

#### Rockets de Houston (février - avril 2021)
Le 19 février 2021, il signe un contrat two-way en faveur des Rockets de Houston. Le 4 avril 2021, il est coupé.

## Statistiques

### Universitaires
| Saison    | Équipe    | Matchs | Titul. | Min./m | % Tir | % 3pts | % LF | Rbds/m. | Pass/m. | Int/m. | Ctr/m. | Pts/m. |
| --------- | --------- | ------ | ------ | ------ | ----- | ------ | ---- | ------- | ------- | ------ | ------ | ------ |
| 2016-2017 | Creighton | 35     | 34     | 25,3   | 67,6  | 53,3   | 51,7 | 6,23    | 1,17    | 0,86   | 1,43   | 12,94  |
| Total     | Total     | 35     | 34     | 25,3   | 67,6  | 53,3   | 51,7 | 6,23    | 1,17    | 0,86   | 1,43   | 12,94  |

### Professionnelles

#### Saison régulière NBA
| Saison    | Équipe       | Matchs | Titul. | Min./m | % Tir | % 3pts | % LF | Rbds/m. | Pass/m. | Int/m. | Ctr/m. | Pts/m. |
| --------- | ------------ | ------ | ------ | ------ | ----- | ------ | ---- | ------- | ------- | ------ | ------ | ------ |
| 2017-2018 | Minnesota    | 1      | 0      | 3,7    | 50,0  | 0,0    | 0,0  | 0,00    | 0,00    | 1,00   | 0,00   | 2,00   |
| 2018-2019 | Philadelphie | 3      | 0      | 6,9    | 28,6  | 0,0    | 50,0 | 2,00    | 1,00    | 0,67   | 0,00   | 1,67   |
| 2019-2020 | Détroit      | 5      | 0      | 4,8    | 40,0  | 25,0   | 0,0  | 1,00    | 0,40    | 0,00   | 0,00   | 1,80   |
| Total     | Total        | 9      | 0      | 5,4    | 36,8  | 16,7   | 50,0 | 1,22    | 0,56    | 0,33   | 0,00   | 1,78   |

Mise à jour le 12 mars 2020

#### Saison régulière G League
| Saison    | Équipe        | Matchs | Titul. | Min./m | % Tir | % 3pts | % LF | Rbds/m. | Pass/m. | Int/m. | Ctr/m. | Pts/m. |
| --------- | ------------- | ------ | ------ | ------ | ----- | ------ | ---- | ------- | ------- | ------ | ------ | ------ |
| 2017-2018 | Iowa          | 38     | 28     | 23,1   | 47,6  | 30,0   | 76,4 | 5,39    | 1,58    | 1,03   | 1,34   | 12,71  |
| 2018-2019 | Delaware      | 11     | 2      | 18,5   | 50,0  | 16,7   | 62,5 | 5,55    | 1,73    | 1,09   | 2,00   | 8,73   |
| 2019-2020 | Oklahoma City | 23     | 22     | 27,8   | 53,5  | 30,0   | 53,6 | 8,13    | 3,30    | 0,57   | 3,09   | 12,13  |
| 2019-2020 | Wisconsin     | 7      | 2      | 24,6   | 44,9  | 36,8   | 66,7 | 6,57    | 1,57    | 1,00   | 3,43   | 12,00  |
| Total     | Total         | 79     | 54     | 24,0   | 49,3  | 30,4   | 69,3 | 6,32    | 2,10    | 0,90   | 2,13   | 11,92  |

## Records sur une rencontre en NBA
Les records personnels de Justin Patton en NBA sont les suivants, :
| Type de statistique        | Saison régulière | Saison régulière      | Saison régulière |
| Type de statistique        | Record           | Adversaire            | Date             |
| -------------------------- | ---------------- | --------------------- | ---------------- |
| Points                     | 4                | 2 fois                | 2 fois           |
| Paniers marqués            | 2                | 2 fois                | 2 fois           |
| Paniers tentés             | 5                | Raptors de Toronto    | 15 janvier 2020  |
| Paniers à 3 points réussis | 1                | Lakers de Los Angeles | 11 janvier 2020  |
| Paniers à 3 points tentés  | 2                | 2 fois                | 2 fois           |
| Lancers francs réussis     | 1                | Magic d'Orlando       | 5 mars 2019      |
| Lancers francs tentés      | 2                | Magic d'Orlando       | 5 mars 2019      |
| Rebonds offensifs          | 1                | 3 fois                | 3 fois           |
| Rebonds défensifs          | 3                | Magic d'Orlando       | 5 mars 2019      |
| Rebonds totaux             | 4                | Magic d'Orlando       | 5 mars 2019      |
| Passes décisives           | 3                | Magic d'Orlando       | 5 mars 2019      |
| Interceptions              | 2                | @ Rockets de Houston  | 8 mars 2019      |
| Contres                    | -                | -                     | -                |
| Balles perdues             | 1                | 2 fois                | 2 fois           |
| Minutes jouées             | 11               | Raptors de Toronto    | 15 janvier 2020  |

- Double-double : 0
- Triple-double : 0

Dernière mise à jour : 9 novembre 2020